# 卵苞风毛菊
卵苞风毛菊（学名：Saussurea andersonii）是菊科风毛菊属的植物。分布于锡金以及中国大陆的西藏等地，生长于海拔4,200米的地区，多生于草甸，目前尚未由人工引种栽培。